# Halimococcidae
Halimococcidae Brown & Mckenzie, 1962, è una piccola famiglia di insetti, appartenente all'ordine dei Rincoti (Homoptera: Coccoidea).

## Descrizione
Gli Halimococcidae hanno affinità morfologica con i Diaspini per la presenza di una struttura morfologica assimilabile al pigidio e per la formazione di uno scudetto protettivo affine al follicolo dei Diaspididae. La femmina ha un corpo dal profilo ovoidale, affusolato posteriormente per la fusione degli ultimi uriti in un pigidio. Il profilo laterale è appiattito e convesso sulla faccia dorsale. A differenza dei Diaspini, il pigidio è privoa di appendici. Dopo la seconda muta, la femmina resta all'interno dell'exuvia della neanide di 2ª età, dopo di che produce un robusto scudetto. Lo scudetto della femmina adulta include anche i resti dell'exuvia di 2ª età. In generale, queste cocciniglie non producono cera, ma in alcune specie ne vengono emessi occasionalmente filamenti laterali.
Le zampe sono assenti e le antenne sono poco sviluppate e ridotte ad un solo articolo tubercoliforme e fornito di setole.
I maschi sono poco conosciuti, ma gli esemplari raccolti sono atteri.

## Distribuzione e biologia
Gli Halimococcidae si rinvengono su foglie di palme e di piante del genere Pandanus. Non si hanno molte informazioni sugli Halimococcidae. Lo sviluppo postembrionale si attua attraverso due stadi di neanide nella femmina e due di neanide e due di ninfa nel maschio. Si ritiene che siano ovipari, ma la nascita delle neanidi avviene all'interno del follicolo della madre, da cui fuoriescono attraverso un orifizio ubicato presso l'apertura anale.

## Sistematica
La famiglia comprende poco più di 20 specie ripartite fra cinque generi:
- Colobopyga
- Halimococcus
- Madhalimococcus
- Platycoccus
- Thysanococcus

La famiglia è presente in tutte le regioni zoogeografiche, ma la maggiore frequenza si ha nel continente australiano.